# Райт-бай-Кіцбюель
Райт-бай-Кіцбюель (нім. Reith bei Kitzbühel) — містечко й громада округу Кіцбюель у землі Тіроль, Австрія.
Райт-бай-Кіцбюель лежить на висоті  762 над рівнем моря і займає площу  15,66 км². Громада налічує 1678 мешканців. 
Густота населення 107/км².  
Райт-бай-Кіцбюель лежить у долині Бріксен на відстані 5 км від Кіцбюеля. Через нього протікає річка Райтер.  
|                                            |
| Райт-бай-Кіцбюель на мапі округу та землі. |

 Адреса управління громади: НЕ ЗНАЙДЕНО, 6353, 6365, 6370 Reith bei Kitzbühel. 

## Демографія
Історична динаміка населення міста за даними сайту Statistik Austria

## Галерея

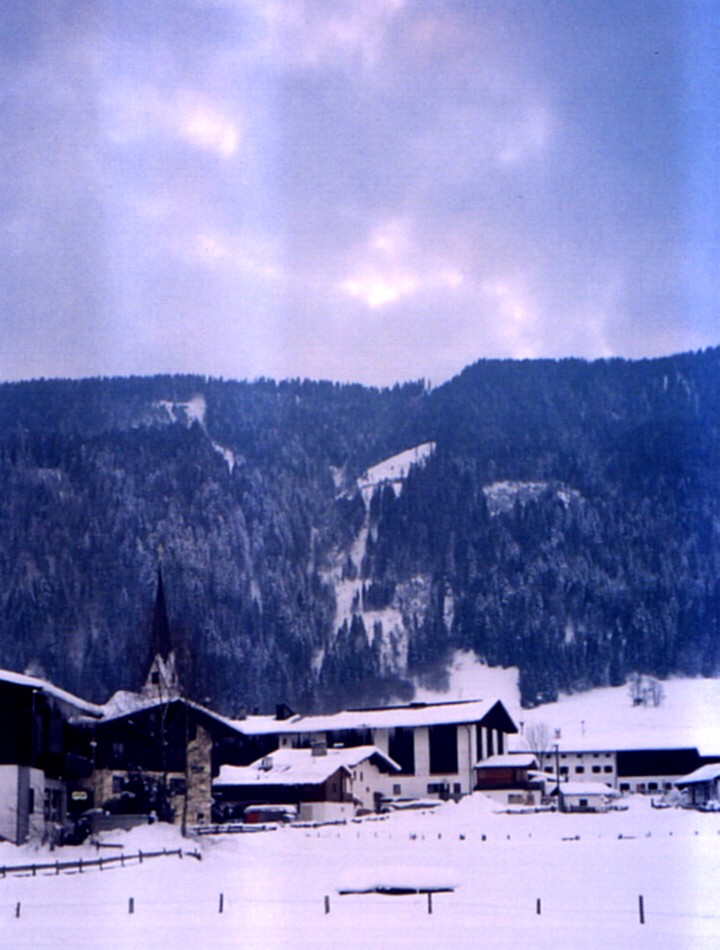
Ortsbild